# M. Różański
M.Różański (ur. przed 1879, zm. po 1890) – drzeworytnik warszawski.

## Życiorys
Czynny w latach 1879–1890, związany z drzeworytnią Władysława Bojarskiego; w latach 1882-1889 rytował dla "Tygodnika Ilustrowanego"; swoimi drzeworytami ilustrował także książki (Stanisława Witkiewicza Na przełęczy, Warszawa 1881; Stanisława Stroynowskiego Ziemia i jej mieszkańcy..., Warszawa 1879). Z ważniejszych prac: Przed dworską kuchnią - Antoniego Piotrowskiego, Cmentarz wiejski - Feliksa Brzozowskiego, Powrót z majówki - Ksawerego Pillatiego, Ulica zwana Maryensztad - Czesława Borysa Jankowskiego, Chęciny, Solec i Targ w Lublinie - Aleksandra Gierymskiego, Bitwa pod Sokalem - Juliusza Kossaka, Przednówek - Józefa Ejsmonda, W miasteczku - Władysława Szernera.